# Grâce Kutino
Grace Kutino, née le 11 mars 1999 à Kinshasa (république démocratique du Congo), est une pasteure, auteure et femme politique congolaise. Elle est nommée ministre de la Jeunesse dans le gouvernement Suminwa II en août 2025.

## Biographie

### Origines et jeunesse
Grace Emie Kutino est née le 11 mars  1999 à Kinshasa,,. Elle est la fille du pasteur Kutino Fernando, fondateur de l’Église Armée de Victoire. Elle passe une partie de son enfance à Paris, où elle vit dès l’âge de cinq ans avec ses deux sœurs et son frère. Elle revient ensuite à Kinshasa, où elle s’engage dans des activités pastorales et sociales.

### Engagement religieux et social
Animée par la conviction qu’il est possible de réussir avec DIEU, elle exerce son ministère en tant que pasteure au sein de l’Église Armée de victoire, où elle a été officiellement consacrée comme pasteure en 2017 à l’âge de 18 ans. Elle s’est fait connaître par ses prédications et ses conférences, mais également par ses initiatives en faveur de la jeunesse, centrées sur la participation citoyenne, le leadership moral et la promotion de la paix. Active sur les réseaux sociaux, elle rassemble aujourd’hui plusieurs centaines de milliers d’abonnés.

### Ouvrage
Elle est l’auteure de deux ouvrages à succès : On m’a volé quelque chose et Vaincre les liens du sang. 

### Carrière politique
Le 8 août 2025, Grace Emie Kutino est nommée ministre de la Jeunesse dans le gouvernement Suminwa II dirigé par la Première ministre Judith Suminwa Tuluka,, sous la présidence de Félix Tshisekedi.